# Phyllanthus emblica
Phyllanthus emblica (hay Embellica officinallis), tiếng Việt gọi là me rừng, me mận, chùm ruột núi. Tiếng Lào cũng như tiếng Thái gọi là mak kham (tiếng Thái: มะขาม, tiếng Lào: ໝາກຂາມ; phát âm tiếng Thái: [mắc-kham]) trong khi danh từ aamla phổ biến ở Ấn Độ và Nepal (theo từ amalaki trong tiếng Phạn), hay Dhatrik (trong tiếng Maithili). Đây là một loài thực vật có hoa với quả ăn được, trong họ Diệp hạ châu. Loài này được L. miêu tả khoa học đầu tiên năm 1753..

## Mô tả cây và thu hoạch
Cây Phyllanthus emblica tức me mận cao từ 8 đến 18 mét. Hoa màu xanh vàng. Trái me mận dánghình cầu, màu xanh vàng nhạt, vỏ nhẵn và cứng, trong ruột có 6 múi. Me mận chín vào mùa thu, khi thu hoạch phải trèo lên cây hái. Vị me mận chua, hơi đắng, và có nhiều xơ. Tại Ấn Độ, quả này thường được người dân ngâm muối, hoặc làm mứt. Me mận này cũng được dùng để duỗi tóc.

## Nghiên cứu y khoa
Nghiên cứu sơ bộ cho thấy me mận có tính kháng khuẩn
Lá, vỏ và quả của cây này có tiềm năng chống lại các bệnh như bỏng, ung thư, lão hóa, và tiểu đường.

## Các tên gọi khác ở Ấn Độ
Các tên gọi khác tại Ấn Độ và trong các ngôn ngữ khác:
amalika (अमलिक) trong tiếng Phạn

Dhatric (धात्रिक) trong tiếng Maithili 

āmlā (आमला) trong tiếng Hindi

āmla (આમળાં) trong tiếng Gujarati

aavnlaa (awla) (hay awla) trong tiếng Urdu

āvaḷā (आवळा) (hay awla) trong tiếng Marathi

ambare (अमबरे) trong tiếng Garo

āvāḷo (आवाळो) trong tiếng Konkan

sunhlu trong tiếng Mizo

amalā (अमला) trong tiếng Nepal

amloki (আমলকী) trong tiếng Bengal

amlakhi trong tiếng Assam

anlaa (ଅଁଳା) trong tiếng Oriya

Aula (ਔਲਾ) trong tiếng Punjabi

nellikka (നെല്ലിക്ക) trong tiếng Malayalam

heikru trong tiếng Manipur

halïlaj hay ihlïlaj (اهليلج هليلج) trong tiếng Ả Rập

sohmylleng trong tiếng Khasi

rasi usiri (రాశి ఉసిరి కాయ) (hay rasi usirikai) trong tiếng Telugu

nellikkai (நெல்லிக்காய்/ ನೆಲ್ಲಿ ಕಾಯಿ/ ಗುಡ್ದದ ನೆಲ್ಲಿ)
nellikkaai or nellikaayi) trong tiếng Tamil và tiếng Kannada

nelli (නෙල්ලි) trong tiếng Sinhala

mak kham bom trong tiếng Lào

ma kham pom (มะขามป้อม) trong tiếng Thái

am ma lặc (庵摩勒) trong tiếng Trung

Kantout Prei (កន្ទួតព្រៃ) trong tiếng Khmer

skyu ru ra (སྐྱུ་རུ་ར་) trong tiếng Tạng

melaka trong tiếng Malay, bang Malacca của Malaysia được đặt tên theo cây này.

zee phyu thee (ဆီးၿဖဴသီး) trong tiếng Myanma
Ngoài ra còn có tên emblic, emblic myrobalan, cây malacca và các biến thể aola, ammalaki, aamvala, aawallaa, dharty, nillika, và nellikya.

## Thư viện ảnh

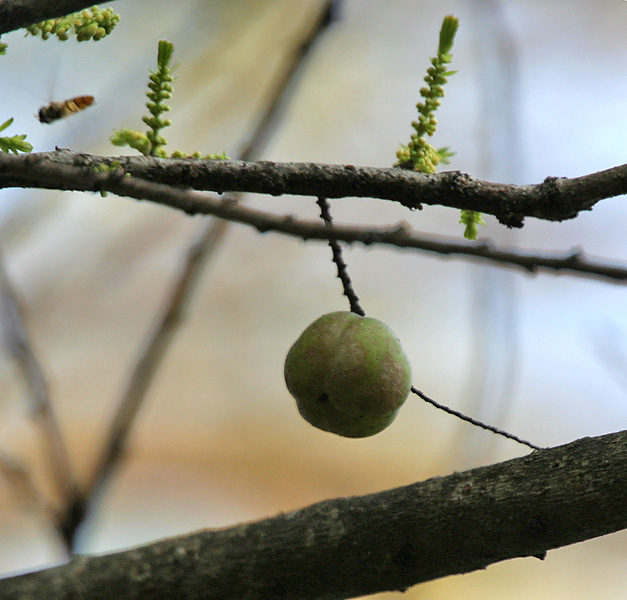
Quả với lá non.
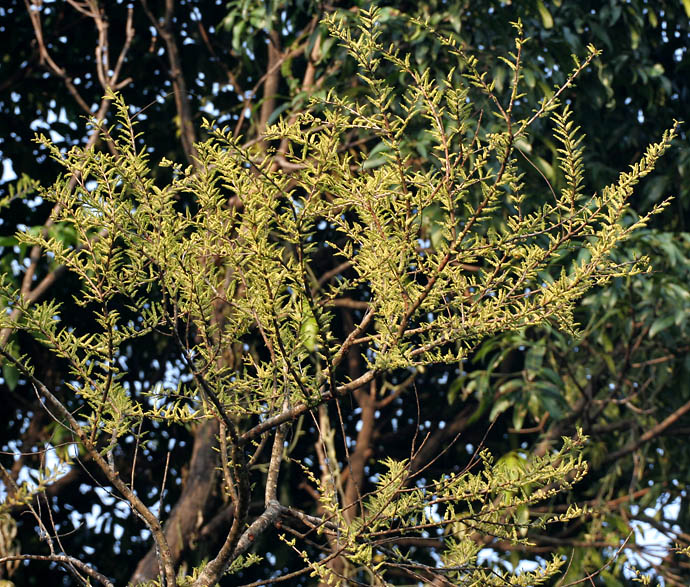
Lá non.
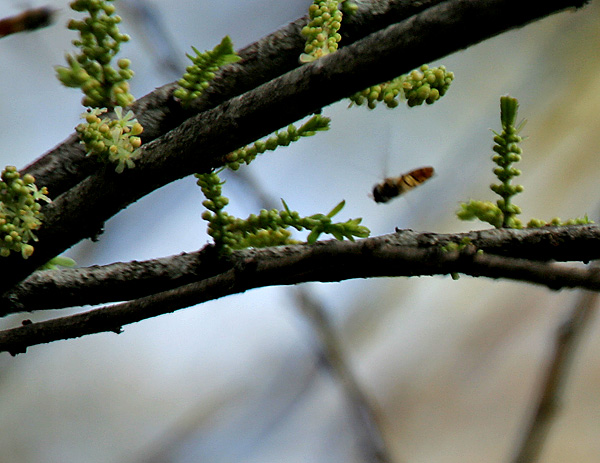
Hoa.
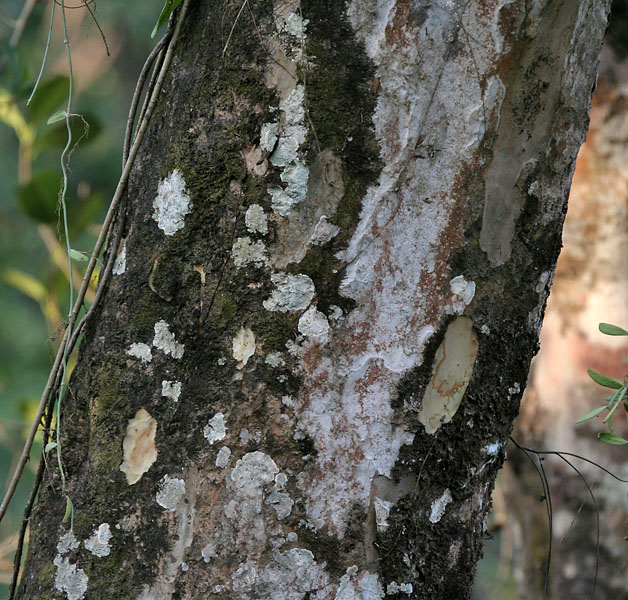
Thân cây.
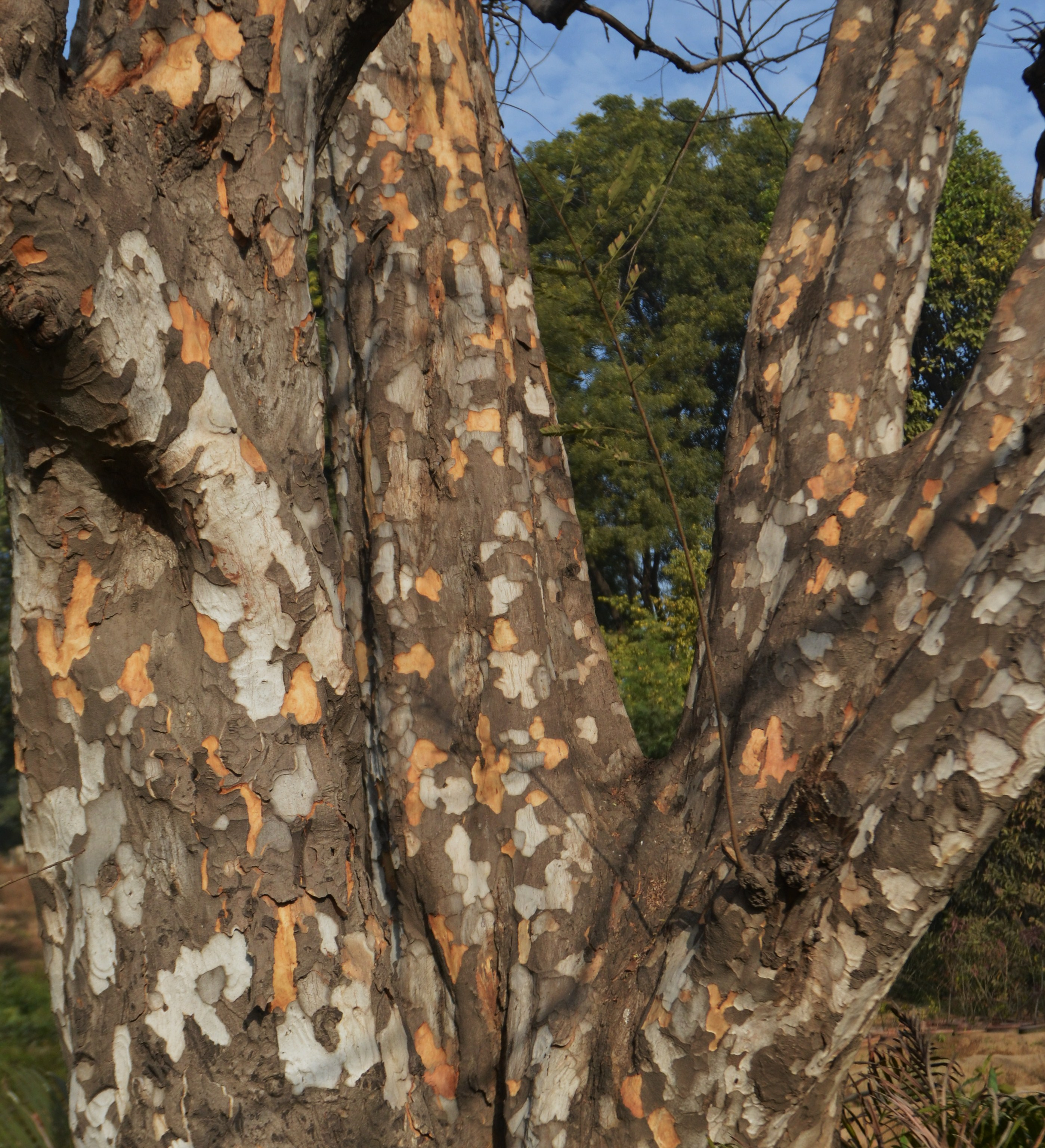
Vỏ cây.